# Monodidymaria chenopodii
Monodidymaria chenopodii är en svampart som först beskrevs av Speg., och fick sitt nu gällande namn av U. Braun 1994. Monodidymaria chenopodii ingår i släktet Monodidymaria, divisionen sporsäcksvampar och riket svampar.   Inga underarter finns listade i Catalogue of Life.